# Katharina Lanner

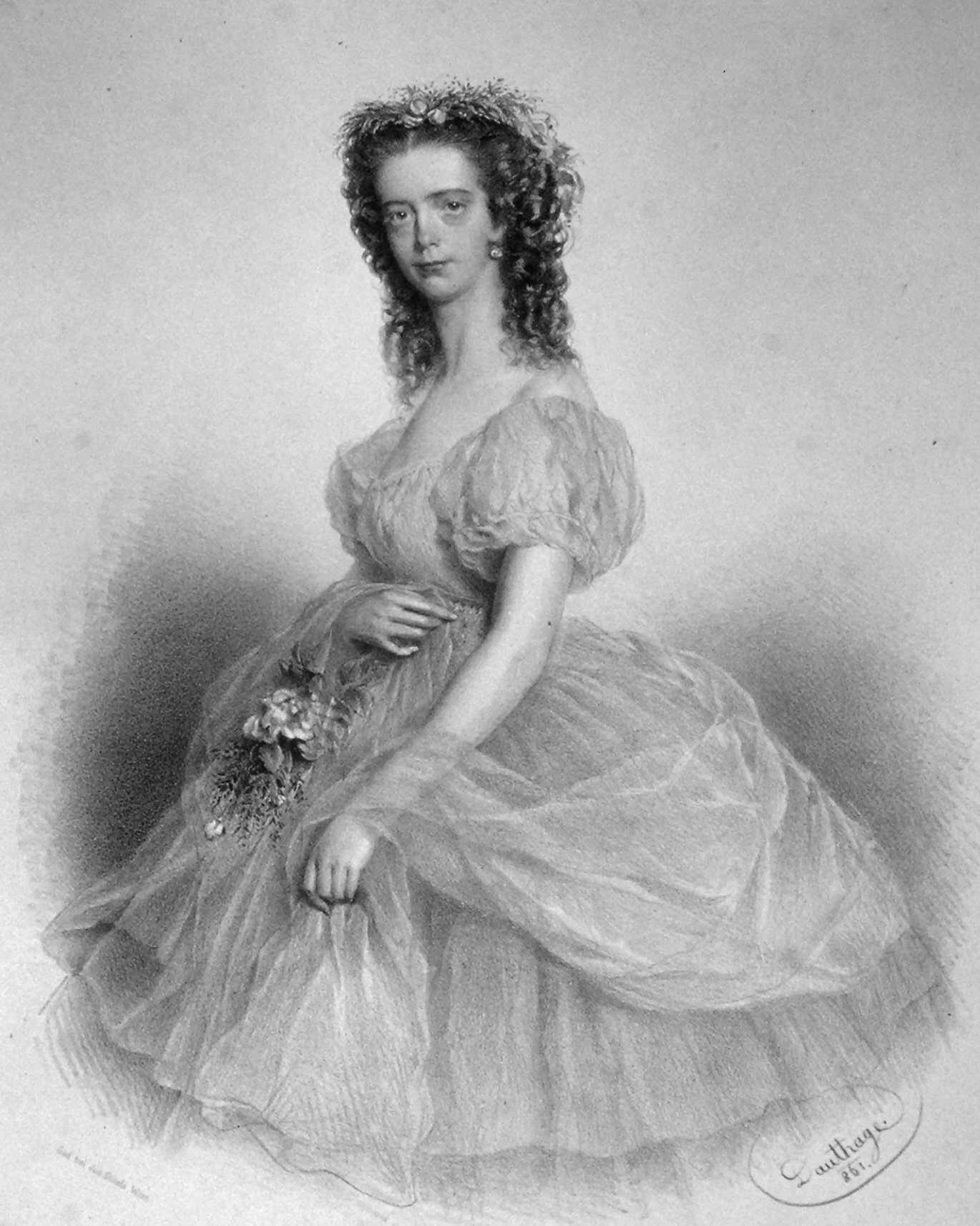
Katharina Lanner, Lithographie von Adolf Dauthage, 1861

Katharina Josepha Lanner, auch Kathi Lanner bzw. Katti Lanner (* 14. September 1829 in Wien; † 15. November 1908 in London) war eine österreichische Tänzerin, Choreographin und Ballettmeisterin.

## Leben
Die Tochter des Komponisten Joseph Lanner und seiner Frau Franziska geb. Jahns studierte an der Schule der Wiener Hofoper und debütierte 1845 im Theater am Kärntnertor in Antonio Guerras Angelica. 1847 hatte sie ihren ersten großen Erfolg als Fenella in der Oper Die Stumme von Portici. Weitere Hauptrollen tanzte sie als Myrtha in Giselle (1852) sowie in den Balletten Die verwandelten Weiber (1853) von Paul Taglioni und Der Toreador (1854) von Antoine Bournonville.
Nach dem Tod ihrer Mutter 1855 entschloss sich Katharina Lanner, Wien zu verlassen. Bereits 1856 gelang ihr in Berlin ein triumphaler Erfolg in der Titelrolle von Giselle. Weitere Stationen ihrer Karriere waren Dresden und München. Schließlich wurde sie als Ballerina und Ballettmeisterin ans Stadttheater von Hamburg engagiert. Dort leitete sie die Choreografie von zehn Balletten, darunter Uriella, der Dämon der Nacht (1862), Die Rose von Sevilla (1862) und Asmodeus oder Der Sohn des Teufels auf Reisen (1863).
Nach vier Jahren verließ sie Hamburg und ging auf Tournee nach Skandinavien und Russland, daraufhin nach Bordeaux und Lissabon. 1872 folgte ein Gastspiel in New York, wo sie im Folgejahr ein Kinderballett gründete. 1875 schlug sie ihren Wohnsitz in London auf, wo sie ab 1876 die National Training School of Dancing leitete. Gastspiele führten sie nach Belgien, Baden-Baden, Paris, Kopenhagen und wieder Amerika. In London leitete sie sämtliche Ballettproduktionen am Drury-Lane-Theater. Nach der Eröffnung des Empire-Theaters am Leicester Square wurde sie dort 1887 Ballettmeisterin. Bis 1897 übte sie dieses Amt aus und war auch danach noch aktiv. Sie choreografierte hier 33 Ballette und machte London zu einem Zentrum des Balletts, insbesondere durch das Auftreten der Ballerina Adeline Genée.
Katti Lanner war ab 1868 bis zur Scheidung mit dem Tanzmeister Johann Baptist Alfred Karl Viktor Geraldini verheiratet. Ihre Töchter waren Katharina, Albertine und Sophie, welche später eine angesehene Harfenistin wurde.